# 4. tisočletje
Četrto tisočletje je četrto, tisoč let trajajoče obdobje Gregorijanskega koledarja. Po astronomskem štetju se bo začelo 1. januarja 3001 in bo trajalo do 31. decembra 4000. 

## Astronomski dogodki
- Zemlja bo doživela 2366 Sončevih mrkov

## Dogodki v fikciji
- dogodki knjige 3001: Končna odiseja se odvijajo v letu 3001 in kasneje
- film Planet opic je postavljen v leto 3987
- delo Ivana Tavčarja 4000 se dogaja v letu 4000